# Тенай
Тена́й (фр. Thenailles) — коммуна во Франции, находится в регионе Пикардия. Департамент коммуны — Эна. Входит в состав кантона Вервен. Округ коммуны — Вервен.
Код INSEE коммуны — 02740.

## Население
Население коммуны на 2010 год составляло 255 человек.
| 1962 | 1968 | 1975 | 1982 | 1990 | 1999 | 2010 |
| ---- | ---- | ---- | ---- | ---- | ---- | ---- |
| 343  | 336  | 296  | 293  | 303  | 285  | 255  |

## Экономика
В 2010 году среди 176 человек трудоспособного возраста (15—64 лет) 126 были экономически активными, 50 — неактивными (показатель активности — 71,6 %, в 1999 году было 60,2 %). Из 126 активных жителей работали 107 человек (59 мужчин и 48 женщин), безработных было 19 (9 мужчин и 10 женщин). Среди 50 неактивных 12 человек были учениками или студентами, 22 — пенсионерами, 16 были неактивными по другим причинам.